# Draft 1990 de la NBA
1989 1991
La draft 1990 de la NBA est la 44e draft annuelle de la National Basketball Association (NBA), se déroulant en amont de la saison 1990-1991. Elle s'est tenue le 27 juin 1990 à New York. Un total de 54 joueurs ont été sélectionnés en 2 tours.
Lors de cette draft, 27 équipes de la NBA choisissent à tour de rôle des joueurs évoluant au basket-ball universitaire américain, ainsi que des joueurs internationaux. Si un joueur quittait l’université plus tôt, il devenait éligible à la sélection.
La loterie pour désigner la franchise qui choisit en première un joueur, consiste en une loterie pondérée : parmi les onze équipes non qualifiées en playoffs, la plus mauvaise reçoit onze chances sur 66 d'obtenir le premier choix, quand la onzième n'obtient qu’une chance sur 66. 
Le premier choix de draft est Derrick Coleman, sélectionné par les Nets du New Jersey, en provenance de Syracuse. Il remporte également le titre de NBA Rookie of the Year, à l'issue de la saison.
Au total, 52 des 54 joueurs sélectionnés ont participé à un match au sein de la ligue, et 6 d'entre eux ont été sélectionnés au moins une fois dans leur carrière au NBA All-Star Game.
Gary Payton, second choix, et Toni Kukoč, 29e choix, sont les seuls joueurs de cette draft à avoir été intronisés au Basketball Hall of Fame.

## Draft
| ^ | Signale un joueur qui a été intronisé au Basketball Hall of Fame                                                                |
| * | Signale un joueur qui a été sélectionné pour au moins un match annuel NBA All-Star Game et une récompense annuelle All-NBA Team |
| + | Signale un joueur qui a été sélectionné pour au moins un match annuel NBA All-Star Game                                         |
| R | Signale le joueur qui a remporté le titre de NBA Rookie of the Year                                                             |

### Premier tour
| Choix | Nom                | Position          | Nationalité       | Équipe                                                                                             | Provenance       |
| ----- | ------------------ | ----------------- | ----------------- | -------------------------------------------------------------------------------------------------- | ---------------- |
| 1     | Derrick Coleman* R | Ailier fort       | États-Unis        | Nets du New Jersey                                                                                 | Syracuse         |
| 2     | Gary Payton^       | Meneur            | États-Unis        | SuperSonics de Seattle                                                                             | Oregon State     |
| 3     | Chris Jackson      | Arrière           | États-Unis        | Nuggets de Denver (de Miami)                                                                       | LSU              |
| 4     | Dennis Scott       | Arrière Ailier    | États-Unis        | Magic d'Orlando                                                                                    | Georgia Tech     |
| 5     | Kendall Gill       | Arrière           | États-Unis        | Hornets de Charlotte                                                                               | Illinois         |
| 6     | Felton Spencer     | Pivot             | États-Unis        | Timberwolves du Minnesota                                                                          | Louisville       |
| 7     | Lionel Simmons     | Ailier            | États-Unis        | Kings de Sacramento                                                                                | La Salle         |
| 8     | Bo Kimble          | Arrière           | États-Unis        | Clippers de Los Angeles                                                                            | Loyola Marymount |
| 9     | Willie Burton      | Arrière           | États-Unis        | Heat de Miami (de Washington via Dallas et Denver)                                                 | Minnesota        |
| 10    | Rumeal Robinson    | Meneur            | États-Unis        | Hawks d'Atlanta (de Golden State)                                                                  | Michigan         |
| 11    | Tyrone Hill+       | Ailier fort       | États-Unis        | Warriors de Golden State (d’Atlanta)                                                               | Xavier           |
| 12    | Alec Kessler       | Ailier fort       | États-Unis        | Rockets de Houston (transféré à Miami contre Carl Herrera et les droits de Dave Jamerson)          | Georgia          |
| 13    | Loy Vaught         | Ailier fort       | États-Unis        | Clippers de Los Angeles (de Cleveland)                                                             | Michigan         |
| 14    | Travis Mays        | Meneur            | États-Unis        | Kings de Sacramento (de Indiana)                                                                   | Texas            |
| 15    | Dave Jamerson      | Arrière           | États-Unis        | Heat de Miami (de Denver; transféré avec Carl Herrera à Houston contre les droits de Alec Kessler) | Ohio             |
| 16    | Terry Mills        | Ailier            | États-Unis        | Bucks de Milwaukee                                                                                 | Michigan         |
| 17    | Jerrod Mustaf      | Ailier fort Pivot | États-Unis        | Knicks de New York                                                                                 | Maryland         |
| 18    | Duane Causwell     | Pivot             | États-Unis        | Kings de Sacramento (de Dallas)                                                                    | Temple           |
| 19    | Dee Brown          | Arrière           | États-Unis        | Celtics de Boston                                                                                  | Jacksonville     |
| 20    | Gerald Glass       | Arrière Ailier    | États-Unis        | Timberwolves du Minnesota (de Philadelphie)                                                        | Ole Miss         |
| 21    | Jayson Williams+   | Ailier fort Pivot | États-Unis        | Suns de Phoenix                                                                                    | St. John's       |
| 22    | Tate George        | Arrière           | États-Unis        | Nets du New Jersey (de Chicago)                                                                    | Connecticut      |
| 23    | Anthony Bonner     | Ailier            | États-Unis        | Kings de Sacramento (de Utah)                                                                      | Saint Louis      |
| 24    | Dwayne Schintzius  | Ailier            | États-Unis        | Spurs de San Antonio                                                                               | Florida          |
| 25    | Alaa Abdelnaby     | Ailier fort       | Égypte États-Unis | Trail Blazers de Portland                                                                          | Duke             |
| 26    | Lance Blanks       | Meneur Arrière    | États-Unis        | Pistons de Détroit                                                                                 | Texas            |
| 27    | Elden Campbell     | Ailier fort Pivot | États-Unis        | Lakers de Los Angeles                                                                              | Clemson          |

### Deuxième tour
| Choix | Nom                | Position          | Nationalité            | Équipe                                   | Provenance                                 |
| ----- | ------------------ | ----------------- | ---------------------- | ---------------------------------------- | ------------------------------------------ |
| 28    | Les Jepsen         | Pivot             | États-Unis             | Warriors de Golden State                 | Iowa                                       |
| 29    | Toni Kukoč^        | Ailier            | Yougoslavie ( Croatie) | Bulls de Chicago (de Orlando)            | KK Split (Yougoslavie, maintenant Croatie) |
| 30    | Carl Herrera       | Ailier fort       | Venezuela              | Heat de Miami                            | Houston                                    |
| 31    | Negele Knight      | Arrière           | États-Unis             | Suns de Phoenix                          | Dayton                                     |
| 32    | Brian Oliver       | Arrière           | États-Unis             | 76ers de Philadelphie                    | Georgia Tech                               |
| 33    | Walter Palmer      | Pivot             | États-Unis             | Jazz de l'Utah                           | Dartmouth                                  |
| 34    | Kevin Pritchard    | Ailier            | États-Unis             | Warriors de Golden State                 | Kansas                                     |
| 35    | Greg Foster        | Arrière Ailier    | États-Unis             | Bullets de Washington                    | UTEP                                       |
| 36    | Trevor Wilson      | Ailier            | États-Unis             | Hawks d'Atlanta                          | UCLA                                       |
| 37    | A. J. English      | Arrière           | États-Unis             | Bullets de Washington                    | Virginia Union                             |
| 38    | Jud Buechler       | Arrière Ailier    | États-Unis             | SuperSonics de Seattle                   | Arizona                                    |
| 39    | Steve Scheffler    | Pivot             | États-Unis             | Hornets de Charlotte                     | Purdue                                     |
| 40    | Bimbo Coles        | Arrière           | États-Unis             | Kings de Sacramento                      | Virginia Tech                              |
| 41    | Stephen Bardo      | Arrière           | États-Unis             | Hawks d'Atlanta                          | Illinois                                   |
| 42    | Marcus Liberty     | Ailier            | États-Unis             | Nuggets de Denver                        | Illinois                                   |
| 43    | Tony Massenburg    | Ailier            | États-Unis             | Spurs de San Antonio                     | Maryland                                   |
| 44    | Steve Henson       | Arrière           | États-Unis             | Bucks de Milwaukee                       | Kansas State                               |
| 45    | Antonio Davis+     | Ailier fort Pivot | États-Unis             | Pacers de l'Indiana                      | UTEP                                       |
| 46    | Kenny Williams     | Ailier            | États-Unis             | Pacers de l'Indiana                      | Elizabeth City State                       |
| 47    | Derek Strong       | Ailier            | États-Unis             | 76ers de Philadelphie                    | Xavier                                     |
| 48    | Cedric Ceballos+   | Ailier            | États-Unis             | Suns de Phoenix                          | Cal State Fullerton                        |
| 49    | Phil Henderson     | Arrière           | États-Unis             | Mavericks de Dallas                      | Duke                                       |
| 50    | Milos Babić        | Pivot             | Yougoslavie ( Serbie)  | Suns de Phoenix                          | Tennessee Tech                             |
| 51    | Tony Smith         | Pivot             | États-Unis             | Lakers de Los Angeles (from San Antonio) | Marquette                                  |
| 52    | Stefano Rusconi    | Ailier fort Pivot | Italie                 | Cavaliers de Cleveland                   | Ranger Varese (Italie)                     |
| 53    | Abdul Shamsid-Deen | Pivot             | États-Unis             | SuperSonics de Seattle                   | Providence                                 |
| 54    | Sean Higgins       | Arrière Ailier    | États-Unis             | Spurs de San Antonio (de L.A. Lakers)    | Michigan                                   |